# أبو الهول الدرداري
أبو الهول الدرداري أو أبو هول الدردار الكبير (الاسم العلمي: Sphinx chersis) (بالإنجليزية: Great Ash Sphinx)‏ هو نوع من الحشرات يتبع جنس أبو الهول من فصيلة عثث أبو الهول.

## معرض صور

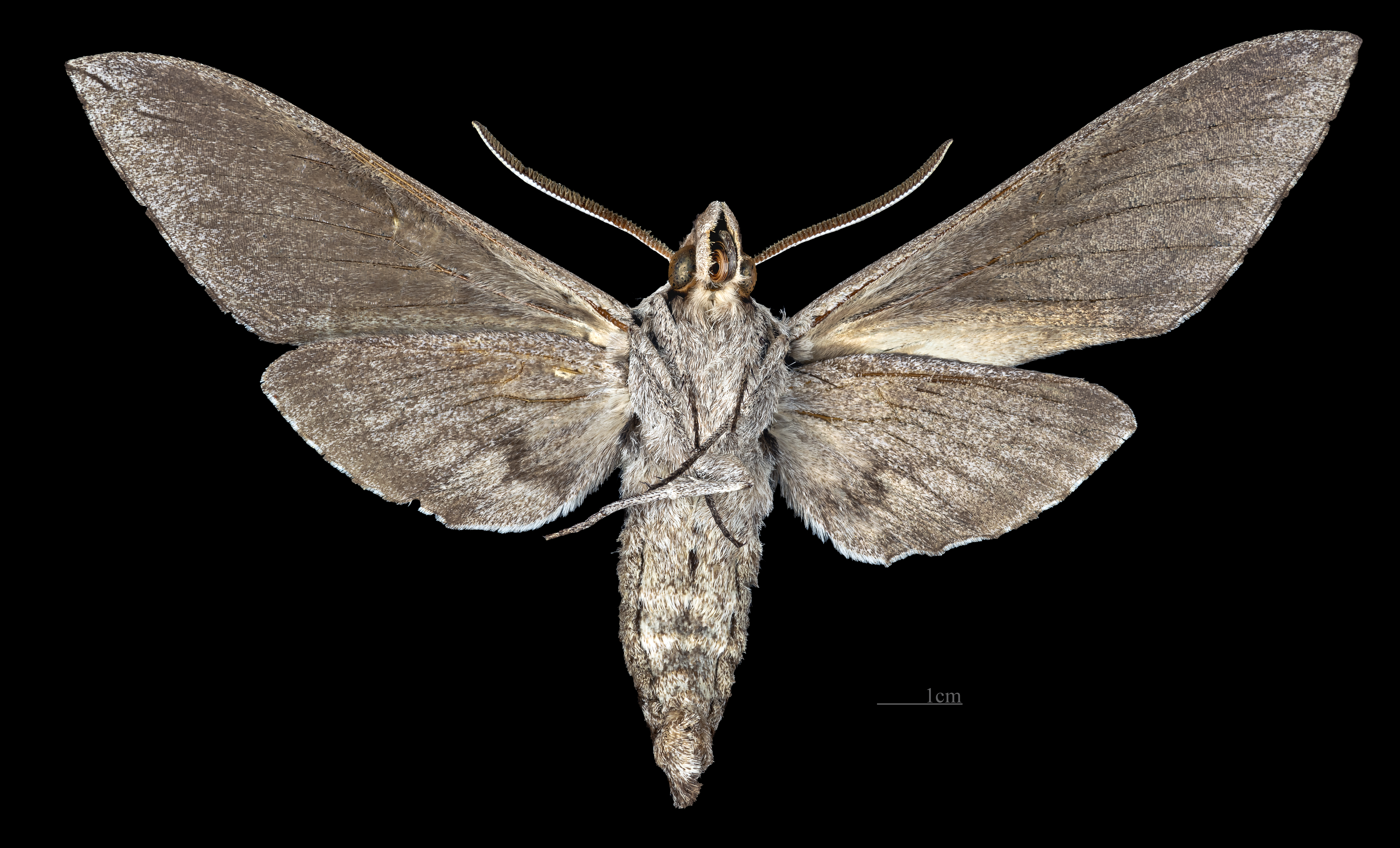
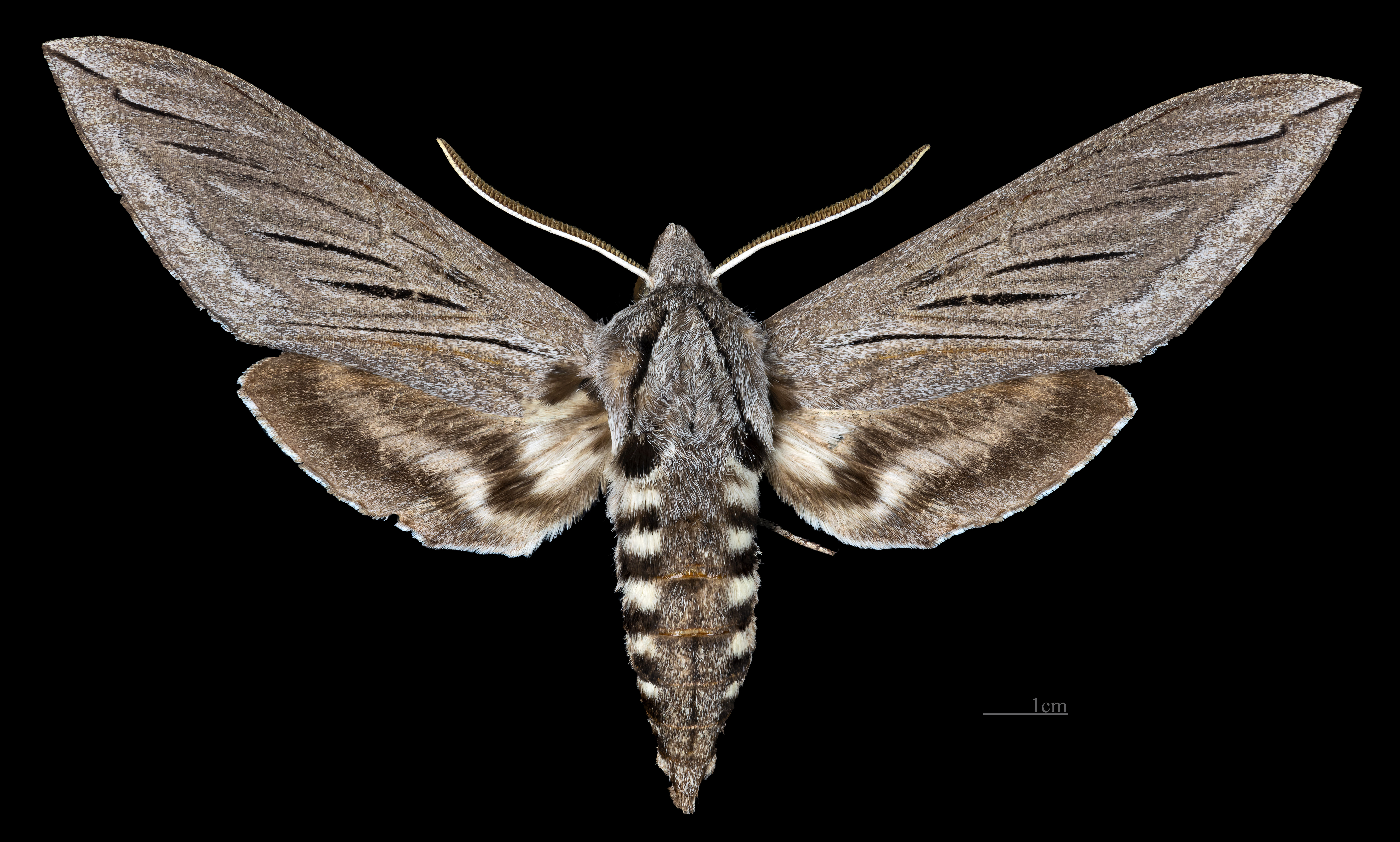
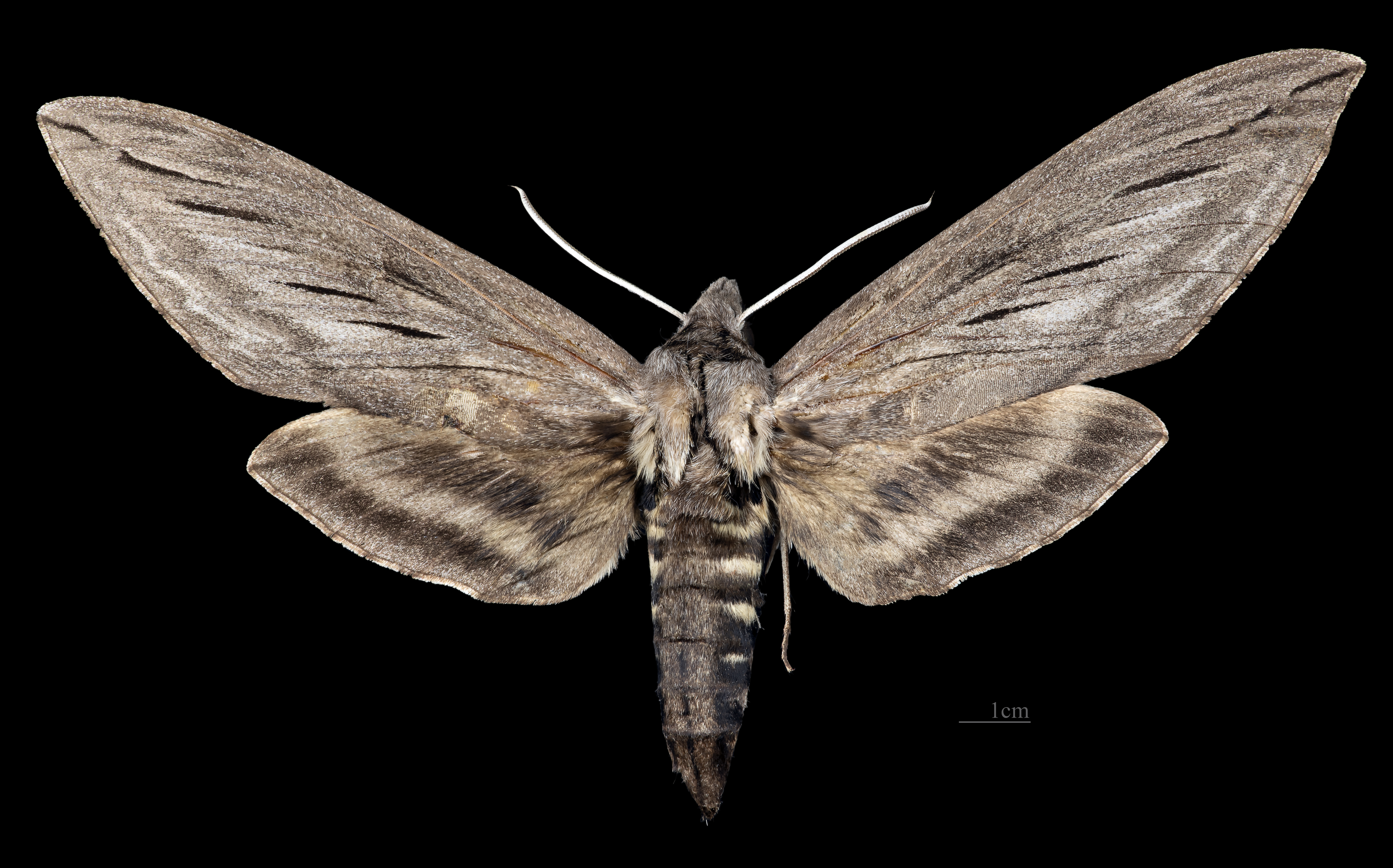
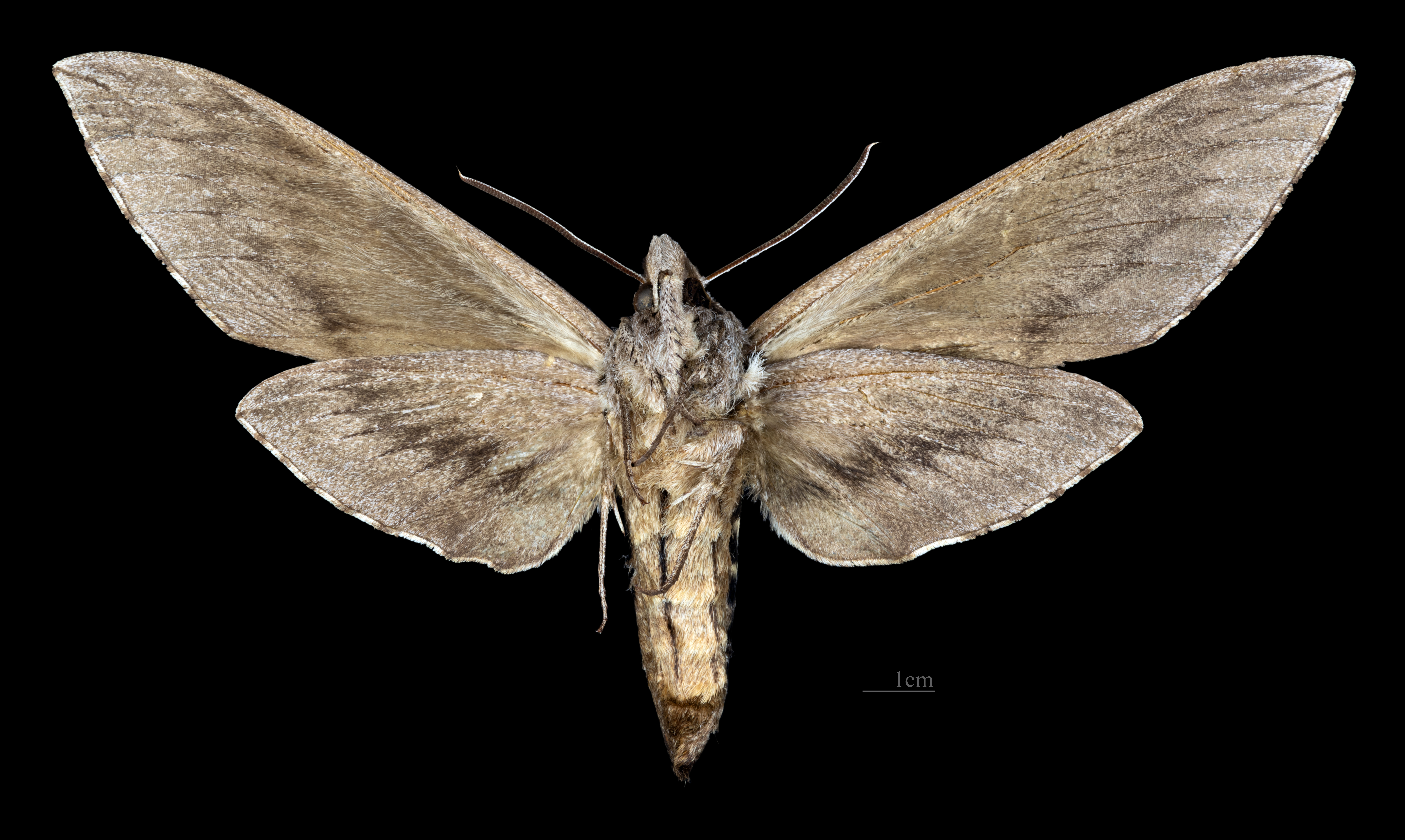